# Diocèse d'Abancay

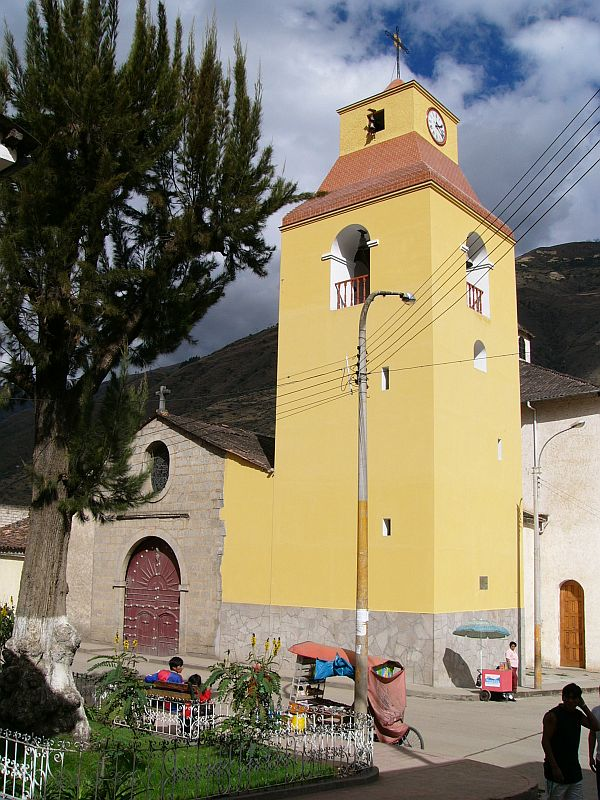

Le diocèse d'Abancay (en latin : Dioecesis Abancaiensis ; en espagnol : Diócesis de Abancay) est un diocèse de l'Église catholique du Pérou, suffragant de l'archidiocèse de Cuzco.

## Territoire
Le diocèse comprend quatre provinces du département d'Apurímac : Abancay, Andahuaylas, Aymaraes et Chincheros. Les autres provinces du département d'Apurímac sont gérées par la prélature territoriale de Chuquibambilla. Son territoire est d'une superficie de 12 950 km2 divisé en 21 paroisses.
Le siège épiscopal est à Abancay où se trouve la cathédrale Notre-Dame-du-Rosaire. Plusieurs pèlerinages se trouvent sur le territoire du diocèse; le principal est celui dédié à Notre-Dame de Cocharcas (es), qui a eu une grande importance dans l'évangélisation du Pérou.

## Histoire
Le diocèse est érigé le 28 avril 1958 par la bulle Qui arcana de Pie XII recevant son territoire du diocèse de Huamanga (aujourd'hui archidiocèse d'Ayacucho) et de l'archidiocèse de Cuzco dont Abancay devient le suffragant.
Le 26 avril 1968, il cède une portion de territoire pour la création de la prélature territoriale de Chuquibambilla.
Le grand séminaire de Notre-Dame de Cocharcas forme depuis 1970 les candidats au sacerdoce du diocèse et d'autres diocèses.
Par la lettre apostolique A clero et populo du 16 juillet 1997, le pape Jean-Paul II décrète que la Vierge Marie, vénérée sous le vocable de Notre-Dame de Cocharcas, est la patronne du diocèse.

## Évêques
- Alcides Mendoza Castro (5 décembre 1962 - 12 août 1967 nommé ordinaire militaire pour le Pérou
- Enrique Pélach y Feliú (20 juin 1968 - 1er décembre 1992)
- Isidro Sala Ribera (1er décembre 1992 - 20 juin 2009)
- Gilberto Gómez González, depuis le 20 juin 2009[8].